# Alfabeto Deseret
El alfabeto Deseret (Deseret: "𐐔 𐐯 𐑅 𐐨 𐑉 𐐯 𐐻" ó "𐐔 𐐯 𐑆 𐐲 𐑉 𐐯 𐐻") es un sistema de escritura fonética reformada del idioma inglés, desarrollado a mediados del siglo XIX por la junta de regentes de la Universidad de Deseret (antecesora de la Universidad de Utah). Este alfabeto fue desarrollado bajo la dirección de Brigham Young, segundo presidente de La Iglesia de Jesucristo de los Santos de los Últimos Días.
Young afirmaba que el alfabeto iba a reemplazar al alfabeto latino tradicional por ser el Deseret un alfabeto fonéticamente más adecuado para el idioma inglés. De esta forma se convertiría en una herramienta útil para facilitar a que los inmigrantes pudieran aprender a leer y escribir en inglés, ya que la ortografía del idioma inglés a menudo es fonéticamente menos consistente que la de muchos otros idiomas. Experimentos similares no eran infrecuentes durante el período, y algunos de los resultados más conocidos incluyen el método de Taquigrafía Pitman y (mucho más tarde) el alfabeto shaviano.
Young también se imaginaba que el Deseret sería adoptado en el sistema escolar, declarando que «Va a ser el medio para dar uniformidad en nuestra ortografía, y los años que ahora se requieren para aprender a leer y escribir se podrán destinar a otros estudios».

## Uso y desarrollo
El alfabeto Deseret fue desarrollado por un comité compuesto por el directorio de regentes y líderes de la iglesia Parley P. Pratt y Heber C. Kimball. Los dos principales contribuyentes al desarrollo de las letras del alfabeto eran Pratt y George D. Watt, un experto local en sistemas de taquigrafía. Un francés que estaba de visita por Utah mientras el alfabeto estaba en desarrollo comentó que William W. Phelps «elaboraba las letras».  Andrew Jenson, historiador asistente de la Iglesia, también afirmó que el alfabeto fue desarrollado por un comité compuesto por Orson Pratt, Parley P. Pratt, Wilford Woodruff, George D. Watt y Robert L. Campbell .
Es posible que la idea del alfabeto Deseret pueda haber sido inspirada por la fonética «Perfect Alphabet»  que Michael Hull Barton publicó (1830-1832) en Boston y con la comunidad Shaker en Harvard, Massachusetts. Originalmente un cuáquero, Barton fue bautizado mormón en Portsmouth, Nueva Hampshire alrededor de octubre de 1831 (durante su experimento con el alfabeto fonético), pero al cabo de pocos meses se convirtió al shakerismo, aunque siguió reuniéndose con los líderes mormones hasta por lo menos 1844. El alfabeto pasó por al menos tres revisiones importantes durante sus primeros años.
Por lo menos cuatro libros fueron publicados usando el nuevo alfabeto: El Primer Lector del Alfabeto Deseret, El Segundo Lector del Alfabeto Deseret, El Libro de Mormón y un extracto del Libro de Mormón denominado Primer Nefi-Omni. Además en el Deseret News se publicaron diversos artículos y pasajes del Nuevo Testamento.
Todavía existe una cantidad importante de material no impreso escrito en alfabeto Deseret, incluyendo una lápida en Cedar City, algunas medallas, cartas, diarios, y actas de reuniones. Pratt supervisó la transcripción completa de la Biblia y de Doctrina y convenios. Uno de los artículos más curiosos escritos en el alfabeto Deseret es un Diccionario Inglés-Hopi.
A pesar de la fuerte promoción, el alfabeto Deseret nunca fue adoptado ampliamente. Esta renuencia se debía en parte a los elevados costos; Pratt estimó que el costo de la impresión de una biblioteca regular excedía el millón de dólares. No obstante continúa el interés entre los aficionados que por lo general producen material para consumo privado. Con los sistemas informáticos modernos que permiten reducir los costos asociados con la tipografía, cada tanto aparece algún material nuevo en el alfabeto Deseret.

## Alfabeto
| Glifo | Nombre  | IPA  |     | Glifo    | Nombre | IPA |         | Glifo | Nombre | IPA      |       | Glifo | Nombre | IPA |
| 𐐀 𐐨   | Long I  | /iː/ | 𐐁 𐐩 | Long E   | /eɪ/   | 𐐂 𐐪 | Long A  | /ɑː/  | 𐐃 𐐫    | Long Ah  | /ɔː/  |       |        |     |
| 𐐄 𐐬   | Long O  | /oʊ/ | 𐐅 𐐭 | Long Oo  | /uː/   | 𐐆 𐐮 | Short I | /ɪ/   | 𐐇 𐐯    | Short E  | /ɛ/   |       |        |     |
| 𐐈 𐐰   | Short A | /æ/  | 𐐉 𐐱 | Short Ah | /ɒ/    | 𐐊 𐐲 | Short O | /ʌ/   | 𐐋 𐐳    | Short Oo | /ʊ/   |       |        |     |
| 𐐌 𐐴   | Ay      | /aɪ/ | 𐐍 𐐵 | Ow       | /aʊ/   | 𐐎 𐐶 | Wu      | /w/   | 𐐏 𐐷    | Yee      | /j/   |       |        |     |
| 𐐐 𐐸   | H       | /h/  | 𐐑 𐐹 | Pee      | /p/    | 𐐒 𐐺 | Bee     | /b/   | 𐐓 𐐻    | Tee      | /t/   |       |        |     |
| 𐐔 𐐼   | Dee     | /d/  | 𐐕 𐐽 | Chee     | /tʃ/   | 𐐖 𐐾 | Jee     | /dʒ/  | 𐐗 𐐿    | Kay      | /k/   |       |        |     |
| 𐐘 𐑀   | Gay     | /ɡ/  | 𐐙 𐑁 | Ef       | /f/    | 𐐚 𐑂 | Vee     | /v/   | 𐐛 𐑃    | Eth      | /θ/   |       |        |     |
| 𐐜 𐑄   | Thee    | /ð/  | 𐐝 𐑅 | Es       | /s/    | 𐐞 𐑆 | Zee     | /z/   | 𐐟 𐑇    | Esh      | /ʃ/   |       |        |     |
| 𐐠 𐑈   | Zhee    | /ʒ/  | 𐐡 𐑉 | Er       | /r/    | 𐐢 𐑊 | El      | /l/   | 𐐣 𐑋    | Em       | /m/   |       |        |     |
| 𐐤 𐑌   | En      | /n/  | 𐐥 𐑍 | Eng      | /ŋ/    | 𐐦 𐑎 | Oi      | /ɔɪ/  | 𐐧 𐑏    | Ew       | /juː/ |       |        |     |